# Gyo-dong, Samcheok
Gyo-dong (koreanska: 교동) är en stadsdel i staden Samcheok i  provinsen Gangwon i den nordöstra delen av Sydkorea,  190 km öster om huvudstaden Seoul.